# Vyšné Ružbachy
Vyšné Ružbachy is een Slowaakse gemeente in de regio Prešov, en maakt deel uit van het district Stará Ľubovňa.
Vyšné Ružbachy telt 1.337 inwoners.